# Heterolobosea
Heterolobosea či Percolozoa, česky někdy améboflageláti, je třída jednobuněčných měňavkovitých organismů z eukaryotní říše Excavata. Obvykle se v jejich životním cyklu střídají bičíkatá a měňavkovitá stádia.

## Popis

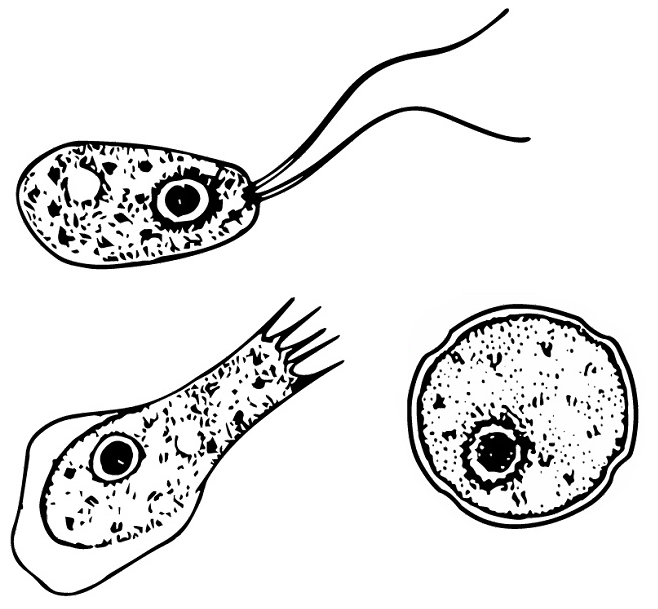
Stádia v životním cyklu prvoka Naegleria

Měňavkovité stádium je na první pohled podobné měňavkám z říše Amoebozoa, ale není s nimi homologní. Na rozdíl od amébozoí se totiž tito prvoci pohybují pomocí jediné panožky — lobopodie („slimákovitý pohyb“ — proto někdy též limax-améby), mají mitochondrie s diskovitými kristami a naopak jim chybí Golgiho aparát. Bičíkaté stádium, které někdy může chybět, má dva nebo čtyři bičíky.
Některá Heterolobosea jsou parazitická — pro člověka je významný například druh Naegleria fowleri, způsobující u lidé vzácně primární amébovou meningoencefalitidu (PAM, PAME).

## Klasifikace
Heterolobosea, resp. Percolozoa, jsou řazeni do říše Excavata. Některé studie naznačují příbuznost mezi touto třídou a třídou Euglenozoa — proto bývají obě skupiny klasifikovány společně jako Discicristata. Jiné studie však naznačují, že je Heterolobosea spíše příbuzná skupině Jakobida.
Dále se Heterolobosea dělí na několik řádů:
- Acrasidae — akrazidní hlenky
- Gruberellidae
- Vahlkampfiidae

Není však jisté, kam patří například rody Pernina a Rosculus či druh Macropharyngimonas halophila nomen nudum.